# Tarapaya
Tarapaya, también como conocido Distrito 13, es una localidad de Bolivia y también uno de los 20 distritos que conforman el municipio de Potosí, ubicado en la provincia de Frías en el departamento de Potosí. En cuanto a distancia, Tarapaya se encuentra a 294 km de Oruro y a 25 km de Potosí. La localidad forma parte de la Ruta Nacional 1 de Bolivia.  
Según el último censo de 2012 realizado por el Instituto Nacional de Estadística de Bolivia (INE), la localidad cuenta con una población de 96 habitantes y está situada a 3.336 metros sobre el nivel del mar.

## Demografía
La población de la localidad ha aumentado por 9 veces la última década:
| Año  | Población | Fuente |
| ---- | --------- | ------ |
| 1992 |           | Censo  |
| 2001 | 11        | Censo  |
| 2012 | 96        | Censo  |